# Harschijzers

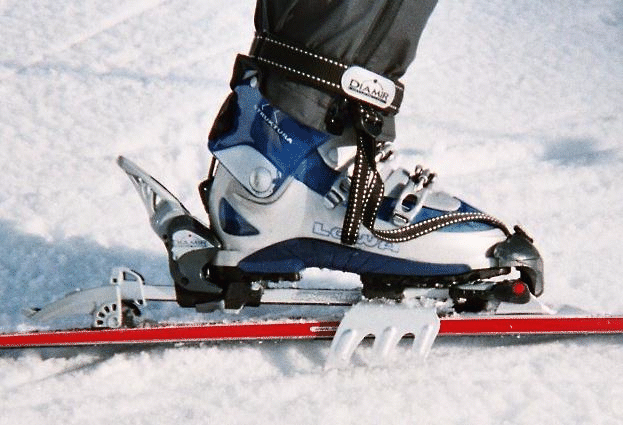
Tourskibinding met harschijzers en vangriemen

Harschijzers zijn armaturen gemaakt van metaal die in/op de skibinding van de tourski's te bevestigen zijn. Ze voorkomen wegglijden in achterwaartse of zijwaartse richting. Ze worden altijd in combinatie met stijgvellen gebruikt.
Ze worden gebruikt bij toerskiën en freeriden.